# 不正之风 (相声)
《不正之风》是王鸣禄创作，高英培、范振钰表演的一部相声作品，是高范二人相声代表作之一。作品中尖锐且幽默的讽刺了“走后门”现象。

## 内容
作品中，绰号“万能胶”的角色善于钻营，利用各种后门关系为自己和他人谋取不正当利益。相声的高潮部分，“万能胶”竟利用关系，安排已经装有自己远房亲戚遗体的灵车顺路去接新娘；结果司机一时疏忽，将新娘拉往火葬场。

## 表演
逗哏高英培上场后以“万能胶”身份出现，此后并未退出角色，但在叙述自身故事中扮演模仿了数位男女老少、特点鲜明的人物。

## 影响
作品中表现的角色“万能胶”、“二姨夫”、“徐姐”等形象及部分用语一时间全国流行，成为经典并流传至今。
1979年中华人民共和国文化部主办的全国文艺调演中，《不正之风》获二等奖。同年在中国曲艺家协会和中央人民广播电台举办的的曲艺评奖中，再获二等奖。